# Digital Transmission Content Protection
Digital Transmission Content Protection（デジタル伝送コンテンツの保護）（以下DTCPと表記する）は、Digital Transmission Content Protectionはホームネットワーク／パーソナルネットワーク内で、コピー防止を目的として使用される著作権保護技術である。テレビなどに使われる。DTCPの中でも、DTCP-IPはDLNAと共に使用され、家庭内の孫コピーの禁止された地上デジタル・BSデジタル・CSデジタルの映像配信に主に使用されている。
DLNAをサポートしている商品でも、DTCP-IPを同時にサポートしているとは限らない。DLNAのみをサポートしている商品では日本のデジタル放送は配信できない（アナログ放送のみの配信となる）。DLNA Networked Device Interoperability Guidelinesが2006年10月に拡張され、DLNAデバイスがDLNA Link Protectionをサポートする時にはDTCP-IPが必須となった。
なお本規格が採用されているのは日本のみであり典型的なガラパゴス規格の1つでもある。

## 概要
ホームネットワーク／パーソナルネットワーク内での音声・映像（動画）のコピー防止の目的で使用される暗号化方法で、日立・インテル・パナソニック・ソニー・東芝（5C）によって作成された。この5社によって設立されたDigital Transmission Licensing Administrator, LLCが、ライセンス管理を行っている。主に画像・音声データーの配信プロトコルであるDLNAと共に使用される。当初はIEEE1394-1995シリアル・バス用に制定されたが、後にTCP/IP用に拡張された。接続形態はサーバー／クライアントであるので、ネットワークの中に最低1台のサーバーが必要である。クライアント同士の接続はサポートされていない。DTCPではサーバーをSource Device、クライアントをSink Deviceと呼称している。

## 詳細
DTCPは、USB、MOST、Bluetooth、IEEE1394 (FireWire、i.LINK)、WirelessHD、IPの各種通信プロトコル上で実現されている。IP上で実現されているDTCPはDTCP-IPと表現される。暗号化方法としては、DTCP-IPでは128ビットAESが使用され、他のプロトコルにおいてはM6が使用されている。

### DTCP-IP
DTCP-IPはIPを使った通信すべてをカバーするものではなく、家庭内ネットワーク領域での用途に限定している。そのためTTLとRTTに制約を設けている。TTLは3以下、RTTは7ms以下である。TTLはルーターを経由する度にデクリメントされる値で0となったパケットはネットワーク上に現れることはない。TTLが3の場合ルータを2つしかまたぐことが出来ないことを意味する。RTTは通信の往復にかかる時間であり、ルーターのホップ数や通信の距離などに制約をかける意味がある。

## 対応機種
以下より、DTCP-IPに対応した製品を列挙する。クライアント製品とサーバー製品に分かれており、クライアント製品としてはTVが、サーバー製品としてはレコーダーが主に上げられる。
- ソニー
  - DTCP-IP Sink Device（クライアント）
    - PS3 20G, 40G, 60G, 80G, 120G（20G～120Gはファームウェア3.00より）, 160G, 250G, 320G。
    - VAIO Media plus Ver.1.1以降 (ソニールームリンクに対応したソニー製ブルーレイディスクレコーダーを使う場合）
    - VAIO Media plus Ver.2.0以降 (VAIOオリジナルソフトウェア「Giga Pocket Digital」Ver.2.0以降を使う場合)

  - DTCP-IP Source Device（サーバー）
    - BDZ-A950, BDZ-A750, BDZ-X100, BDZ-X95, BDZ-L95, BDZ-T75, RDZ-D97A, RDZ-D77A, DZ-X90, BDZ-L70, BDZ-A70, BDZ-RX105, BDZ-RX55, BDZ-RX35, BDZ-EX200, BDZ-RX100, BDZ-RX50
    - VAIO Giga Pocket Digital Ver.2.0

- パナソニック
  - DTCP-IP Source Device（サーバー）
    - ブルーレイDIGA DMR-BW730/830/930, BW750/850/950, BW770/870/970, BW680/780/880
    - BWT1000/2000/3000, BW690/890, BWT1100/2100/3100
    - DMR-BF200, DMR-BRT300, DMR-BWT500, DMR-BZT600/700/800/900, DMR-BRT210, DMR-BWT510, DMR-BZT710/810/910, DMR-BZT9000 , DMR-BZT720/820/920
    - STB TZ-WR320P

- シャープ
  - DTCP-IP Sink Device（クライアント）
    - AQUOS PHONEシリーズスマートフォン各機種（一部を除く）
    - LC-60/52/46/40LV3, LC-60/52/46/40LX3, LC-26DV7, LC-52/46/40/32DX3, LC-52/46XF3

  - ※下記のテレビはDTCP-IPムーブ/ダビングにも対応
    - LC-80GL7,LC-70GL7,LC-60G7,LC-52G7,LC-46G7,LC-40G7
    - LC-70X5,LC-60L5,LC-52L5,LC-46L5,LC-40L5
    - VR-NP1（ネットワークアダプター）

  - DTCP-IP Source Device（サーバー）
    - BD-T2100,BD-T1100,BD-T510,BD-W1100,BD-W510,BD-W2000,BD-W1000,BD-W500,BD-HW51

  - ※上記レコーダーはDTCP-IPムーブ/ダビングにも対応
    - BD-HDW80,BD-HDW75,BD-HDW73,BD-HDW700,BD-HDW70,BD-HDW65,BD-HDW63,BD-HDS65,BD-HDS63,BD-HDW55,BD-HDW53,BD-HDS55,BD-HDS53

- 東芝
  - DTCP-IP Source Device（サーバー）
    - RD-A300/A600/A301,
    - RD-S302/S502/S303/S503/S304K/S1004K
    - RD-X7/X8/X9/X10
    - RD-BR600/RD-BR610
    - RD-BZ700/BZ800/RD-BZ710/BZ810

- 日立
  - DTCP-IP Source Device（サーバー）
    - UT47-XP800(B/W), UT42-XP800(B/W), UT37-XP800(B/W), UT32-XP800(B/W)
    - L50-XP03, L46-XP03, L42-XP03, L37-XP03, L32-WP03, L42-HP03, L26-HP05, L22-HP05
    - P50-XP03, P46-XP03, P42-XP03, P50-XP035, P46-XP035, P42-XP035
    - L37/L42-ZP05, L32/L37/L42/P42/P46/P50-XP07, L32/L37/L42/P42/P46/P50-XP08

- アイ・オー・データ機器 
  - DTCP-IP Sink Device（クライアント）
    - AV-LS700,AV-LS500LE

  - DTCP-IP Source Device（サーバー）
    - HVL-AVシリーズ、HVL4-Gシリーズ、HVL1-Gシリーズ
    - DiXiM Media Server 3 for mAgicTV, DiXiM Media Server 3 for Media Center TV

- バッファロー
  - DTCP-IP Sink Device（クライアント）
    - LTH-90WH,LTH-90DTV,LTH-91LAN,LTH-91DTV

  - DTCP-IP Source Device（サーバー）
    - LS-XHLシリーズ,LS-AVL/Aシリーズ

- 株式会社デジオン
  - DTCP-IP Sink Device（クライアント）
    - DiXiM Digital TV

- 株式会社ユニデン
  - DTCP-IP Sink Device（クライアント）
    - TL19DX3

- NEC
  - DTCP-IP Source Device（サーバー）
    - DiXiM Media Server for NEC, ホームネットワークサーバー powered by DiXiM

  - DTCP-IP Sink Device（クライアント）
    - MEDIASシリーズスマートフォン・タブレット

- 富士通
  - DTCP-IP Source Device（サーバー）
    - NetworkPlayer サーバー（DTCP-IP対応版）

  - DTCP-IP Sink Device（クライアント）
    - ARROWSシリーズスマートフォン・タブレット

- ピクセラ
  - DTCP-IP Source Device（サーバー）
    - DiXiM Media Server 3 for StationTV

- auひかり
  - DTCP-IP Source Device（サーバー）
    - ST1100R

- ひかりTV
  - DTCP-IP Source Device（サーバー）
    - IS1050

### 制限事項
東芝のレコーダーの記録方式で、TSEで記録された画像はDTCP-IP/DLNAで配信できない。

## 沿革
- 2000年
  - 7月14日：Digital Transmission Content Protection Specification Volume 1 Revision 1.1
- 2002年
  - 2月25日：Digital Transmission Content Protection Specification Volume 1 Revision 1.2a
- 2004年
  - 1月7日：Digital Transmission Content Protection Specification Volume 1 Revision 1.3
- 2005年
  - 2月28日：Digital Transmission Content Protection Specification Volume 1 Revision 1.4
- 2007年
  - 6月15日：Digital Transmission Content Protection Specification Volume 1 Revision 1.5
  - 10月1日：Digital Transmission Content Protection Specification Volume 1 Revision 1.51